# Trude Fleischmann

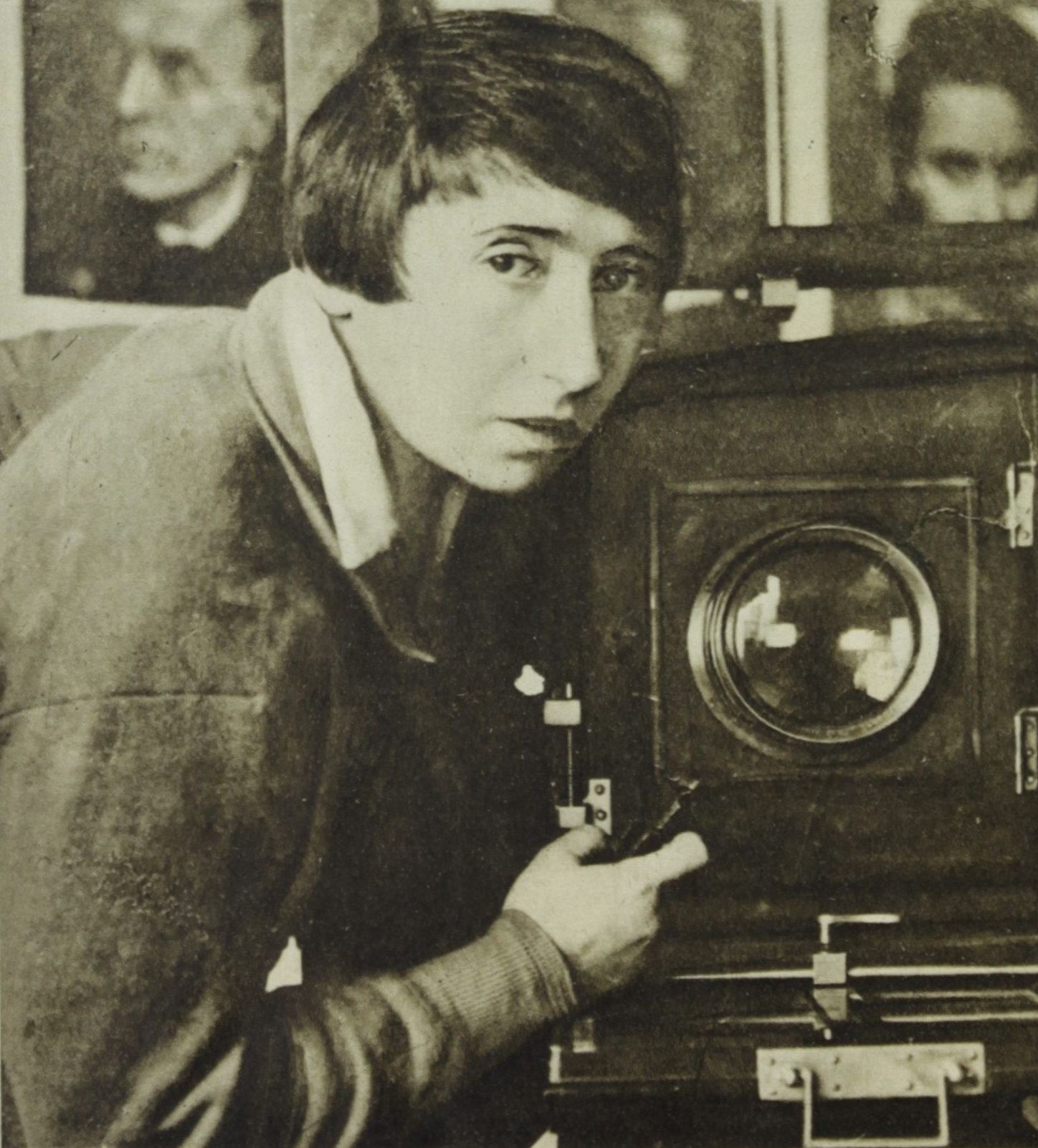
Trude Fleischmann nel suo studio, 1929, foto di Annie Schulz (1897–1943)

Trude Fleischmann (Vienna, 22 dicembre 1895 – Brewster, 21 gennaio 1990) è stata una fotografa statunitense di origini austriache.

## Biografia
Figlia di Wilhelm, di origini ungheresi, e di Adele Rosenberg, appartenevano ad una famiglia benestante ebrea. Trude era la seconda di tre figli che, dopo il liceo, trascorse sei mesi a Parigi a studiare storia dell'arte. Al suo ritorno a Vienna ha studiato fotografia al "Lehr-und Forschungsanstalt für Photographie und Reproduction Processes" (anche se tale denominazione venne poi modificata con l'annessione alla Germania). Peraltro alle donne era stato permesso l'accesso solo dal 1908. Terminata la scuola, lavorò per un periodo breve presso uno degli atelier più eleganti di Vienna, quello di Madame D'Ora, alias Dora Kallmus, e successivamente per il fotografo Hermann Schieberth. Nel 1919 entrò a far parte della Società Fotografica Viennese.
Nel 1920 aprì un proprio studio nel centro di Vienna e con il suo lavoro, spesso in luce artificiale diffusa, ha ripreso le attrici di teatro, le cantanti ed i musicisti e le cui foto erano regolarmente pubblicate sulle riviste dell'epoca. Tra i suoi ritratti figurano, tra gli altri, quelli di Karl Kraus, Adolf Loos, Alban Berg, Max Reinhardt, Albert Einstein. Nel 1925 i nudi della ballerina Claire Bauroff, sequestrati dalla polizia perché in mostra nel teatro Admiralspalast di Berlino, le crearono una certa notorietà e provocarono scandalo e a Claire Beck Loos, fotografa e scrittrice, che morì in un campo di concentramento a Riga nel 1942.
Fleischmann, al pari di altri, considerava la fotografia, più che un'arte, un mestiere che poteva essere alla portata delle donne ed infatti allargò la sua cerchia a molte apprendiste, tra cui molte ebree, un modo che consentì di aprire nuovi orizzonti alle donne specie nel periodo tra le due guerre.
Con le leggi razziali naziste, nel 1938 fu costretta a fuggire prima a Parigi ed in seguito a Londra con l'amica e amante Helen Post (1907-1979), quando nel 1939 salpò per gli Stati Uniti. Aprì uno studio sulla 56ª strada nel 1940 che gestì fino al 1969 assieme ad un altro esule viennese Frank Elmer.
In America, ha ripreso la sua attività di fotografa delle "celebrità" e davanti alla sua macchina sono passati personaggi quali Eleanor Roosevelt, Oskar Kokoschka, Lotte Lehmann, Otto von Habsburg, il conte Richard Nikolaus di Coudenhove-Kalergi, Arturo Toscanini. Lavorò per la moda pubblicando per Vogue e divenne amica di Lisette Model.
A 74 anni decise di chiudere con l'attività fotografica e si ritirò a Lugano nel 1969 dicendo di non voler tornare a Vienna a causa del comportamento degli austriaci durante la seconda guerra mondiale. In seguito ad una grave caduta in cui si ruppe entrambe le gambe, avvenuta nel 1987, tornò in America, dove visse con il nipote, il pianista Stefan Carell, a Brewster, a pochi chilometri da New York, fino alla morte.
Dopo vent'anni dalla sua morte, nel 2011, Vienna celebra la fotografa con una grande mostra dal titolo "Der selbstbewusste blick / Self-assured eye / Lo sguardo sicuro" presso il Wien Museum.